# ウェイティング・フォー・ミラクルズ
『ウェイティング・フォー・ミラクルズ』（Waiting for Miracles）は、スウェーデンのプログレッシブ・ロック・バンド、ザ・フラワー・キングスが2019年に発表した13作目のスタジオ・アルバム。

## 背景
『デソレーション・ローズ』（2013年）以来6年ぶりの新作に当たり、ザック・カミンスとミルコ・デマイオが新メンバーとして迎えられた。バンドの中心人物ロイネ・ストルトは、本作の音楽性に関して「1990年代後半にバンドの名声を高めた、歓喜と遊び心に満ちたスタイルに回帰した」と説明している。

## 反響・評価
スイスでは2019年11月17日付のアルバム・チャートで67位となり、同国においてバンド初のトップ100アルバムとなった。Thom Jurekはオールミュージックにおいて5点満点中3.5点を付け「85分に及ぶ作品とはいえ、ザ・フラワー・キングスが、作曲面では以前よりも簡便な手法を取るようになったことが示されている。しかし、音楽的にはバンドの初期5作のレコードにおけるサウンドや感触を彷彿とさせる、挑戦的なプログ・ロックであり、ポップ・ソングへ移行したわけではない。ザ・フラワー・キングスが2010年代に発表してきた多くの作品と比べて、明朗な音像となっている」と評している。

## 収録曲
特記なき楽曲はロイネ・ストルト作。

### ディスク1
1. ハウス・オブ・カーズ "House of Cards" (Zach Kamins) - 1:55
2. ブラック・フラッグ "Black Flag" - 7:39
3. ミラクルズ・フォー・アメリカ "Miracles for America" - 10:03
4. ヴァーティゴ "Vertigo" - 9:59
5. ザ・ブリッジ "The Bridge" - 5:30
6. アセンディング・トゥ・ザ・スターズ "Ascending to the Stars" (Z. Kamins) - 5:40
7. ウィキッド・オールド・シンフォニー "Wicked Old Symphony" - 5:46
8. ザ・レベル・サーカス "The Rebel Circus" (Roine Stolt, Mirko DeMaio) - 5:49
9. スリープ・ウィズ・ジ・エネミー "Sleep with the Enemy" - 6:01
10. ザ・クラウニング・オブ・グリード "The Crowning of Greed" - 4:48

### ディスク2
1. ハウス・オブ・カーズ・リプリーズ "House of Cards Reprise" (Z. Kamins) - 1:21
2. スパイラルズ "Spirals" (R. Stolt, Z. Kamins, Jonas Reingold, M. DeMaio) - 5:06
3. スチームパンク "Steampunk" - 6:30
4. ウィ・ワー・オールウェイズ・ヒア "We Were Always Here" - 7:35
5. バスキング・アット・ブロバンク "Busking at Brobank" - 0:51

#### 日本盤ボーナス・トラック
1. ミラクルズ・フォー・アメリカ（インストゥルメンタル・ヴァージョン） "Miracles for America (Instrumental Version)" - 10:03

## 参加ミュージシャン
- ロイネ・ストルト - リードギター、ボーカル
- ハッセ・フレベリ - ボーカル、バッキング・ボーカル
- ザック・カミンス - キーボード、ギター
- ヨナス・レインゴールド - ベース
- ミルコ・デマイオ - ドラムス、パーカッション

アディショナル・ミュージシャン
- マイケル・ストルト - ベース、タウラス・ペダル(on Disc 1 - #1, #2, #7, #10)、バッキング・ボーカル(on Disc 1 - #2, #3, #4, #7)
- ポール・カートライト - ヴァイオリン(on Disc 1 - #6)
- ジョン・デリンジャー - ヴィオラ(on Disc 1 - #6)